# Maják Vormsi
Maják Vormsi také Maják Saxby (estonsky Vormsi tuletorn) stojí v severozápadní části ostrova Vormsi ve vesnici Saxby v kraji Läänemaa u Baltského moře v Estonsku.
Maják je ve správě Estonského úřadu námořní dopravy (Veeteede Amet, EVA), kde je veden pod registračním číslem 595.
Dne 3. srpna 1998 byl zapsán do seznamu kulturních památek Estonska pod číslem 15601.

## Historie
Maják se nachází na ostrově Vormsi v Baltském moři mezi ostrovem Hiimaa a pevninou. Navádí lodi přes průliv Hari. Jeden kilometr jihovýchodně se nachází zadní maják a 250 metrů jižně se nachází jihovýchodní maják.
První maják byl postaven v roce 1864 z litinových dílů podle metody, kterou vypracoval inženýr Alexander Gordon. Takovéto majáky se začaly stavět přinejmenším od roku 1841. Maják v Saxby byl prvním kovovým majákem v Estonsku. Odlitky jednotlivých dílů byly vyrobeny ve firmě Portei & Co. v Anglii. Jelikož jeho výšku 17 metrů začaly překrývat stromy, byl rozebrán a včetně optického zařízení přenesen na ostrov Vaindoo v roce 1871. Nový maják byl objednán v lotyšské továrně Liepaja. Optické zařízení vyrobila firma Chance Brothers & Co. Reflektor byl ve výši 27 metrů nad mořem s dosvitem 10 nm. Maják utrpěl škody v období druhé světové války a byl rekonstruován v padesátých letech 20. století, kdy bylo instalováno nové optické zařízení.

## Popis
Litinová kónická věž vysoká 24 metrů je ukončená ochozem s lucernou. Maják má bílou barvu, lucerna je červená. Lucerna je vysoká 1,3 m. V roce 2005 byly instalovány LED svítilny.
Kolem majáku se nachází areál sedmi budov. V roce 1864 byly postaveny budovy pro strážce majáku, sklad petroleje a studna. Zbývající sauna, hospodářská budova, sklep a technická budova pro generátor byly postaveny ve 20. století.

### Data
Zdroj
- Výška světla: 27 m n. m.
- Dosvit: 12 námořních mil
- Záblesky bílého, červeného a zeleného světla v intervalu 6 sekund

| Barva           | červená | zelená   | bílá      | červená   | bez světla | bílá    |
| --------------- | ------- | -------- | --------- | --------- | ---------- | ------- |
| Charakteristika |         |          |           |           |            |         |
| Azimut          | 8°–66°  | 66°–134° | 134°–148° | 148°–213° | 213°–352°  | 352°–8° |
| Výseč           | 58°     | 68°      | 14°       | 65°       | 139°       | 16°     |
| Dosvit nm       | 7       | 7        | 12        | 7         | -          | 12      |

### Označení
- Admiralty: C3659.1
- ARLHS: EST-039
- NGA: 12614.1
- EVA 448